# Formicofilie

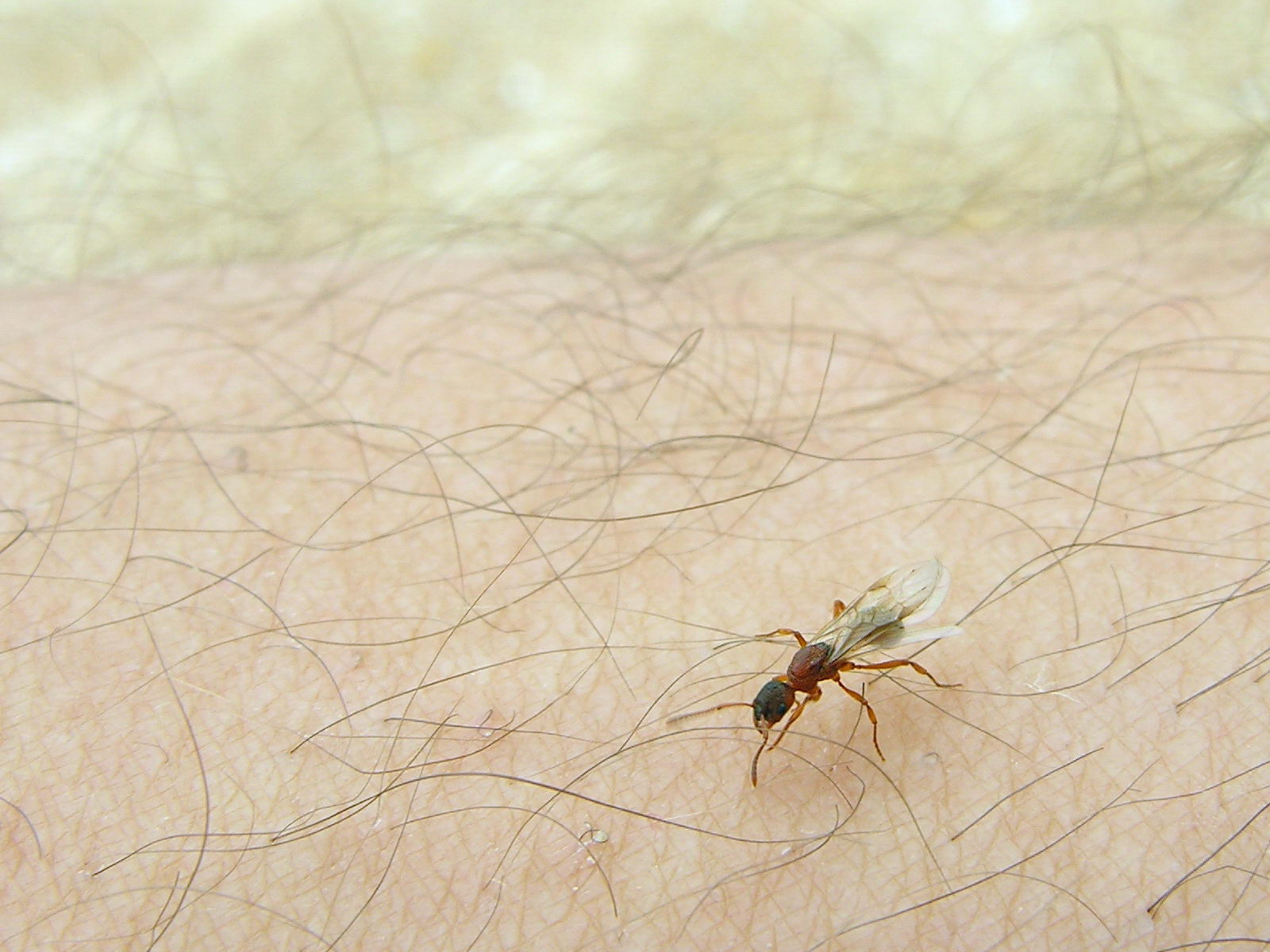
Mier op mensenhuid

Formicofilie is het seksueel opgewonden raken van kleine insecten en ongewervelden zoals slakken, die over het lichaam kunnen kruipen. Veelal omvat deze vorm van parafilie het plaatsen van insecten op de genitaliën, maar ook andere delen van het lichaam kunnen in de handeling betrokken worden. Het gewenste effect kan een kietelend of stekend gevoel zijn, of het toebrengen van psychisch leed aan een andere persoon.